# Et mon cœur transparent
Et mon cœur transparent est un roman de Véronique Ovaldé publié le 3 janvier 2008 aux éditions de l'Olivier et ayant reçu la même année le Prix France Culture-Télérama. Une adaptation cinématographique, portant le même titre
, en est sortie en 2018.

## Écriture du roman
Le titre du roman fait référence à un vers du poème Mon rêve familier de Paul Verlaine.

## Éditions
- Éditions de l'Olivier, 2008,  (ISBN 2-87929-599-8).
- J'ai lu, 2009,  (ISBN 2-290-01469-9).